# Mostki (Gran Polonia)
Mostki [pronunciación en polaco: /ˈmɔstki/] es un pueblo en el distrito administrativo de Gmina Sompolno, dentro del Distrito de Konin, Voivodato de Gran Polonia, en el centro-oeste de Polonia. Se encuentra aproximadamente 8 kilómetros al sudeste de Sompolno, 28 kilómetros al noreste de Konin, y 114 kilómetros al este de la capital regional, Poznań.